# Big Sur (film)
Pour les articles homonymes, voir Big Sur (homonymie).
Pour plus de détails, voir Fiche technique et Distribution.
Big Sur est un film américain réalisé par Michael Polish, adapté du roman éponyme de Jack Kerouac, sorti en avant-première aux USA en janvier 2013.

## Synopsis
Les trois jours séjours de Jack Kerouac dans la cabane de Big Sur chez son ami et poète Lawrence Ferlinghetti.

## Fiche technique
Sauf indication contraire, les informations mentionnées dans cette section peuvent être confirmées par la base de données cinématographiques IMDb,  présente dans la section « Liens externes ».
- Titre original et français : Big Sur
- Réalisation : Michael Polish
- Scénario : Michael Polish d'après Big Sur de Jack Kerouac
- Direction artistique : Martin Gendron
- Décors : Carlos Conti
- Décorateur de plateau : Francine Danis
- Costumes : Danny Glicker (en)
- Photographie : Éric Gautier
- Montage : François Gédigier
- Musique : Bryce Dessner, Aaron Dessner et Kubilay Üner
- Casting : Richard Hicks et David Rubin
- Production : Charles Gillibert, Nathanaël Karmitz et Rebecca Yeldham ; Patrick Batteux, Francis Ford Coppola et Jerry Leider (associé)
- Sociétés de production : MK2 Productions, Nomadic Pictures et VideoFilmes
- Sociétés de distribution :
- Budget : 25 000 000 dollars
- Pays d'origine :  États-Unis
- Langue originale : anglais
- Format : Couleur- 35 mm - 2,35 : 1 - son Dolby numérique
- Genre : Drame, aventure et road movie
- Durée : 100 minutes
- Public : tous publics
- Dates de sortie : 
  -  Canada : 2 octobre 2013
  -  États-Unis : 1er novembre 2013

## Distribution
- Anthony Edwards : Lawrence Ferlinghetti
- Jean-Marc Barr : Jack Kerouac/Jack Duluoz
- Josh Lucas : Neal Cassady
- Stana Katic : Lenore Kandel
- Balthazar Getty : Michael McClure
- Kate Bosworth : Willamine « Billie » Dabney
- Henry Thomas : Philip Whalen
- Patrick Fischler : Lew Welch
- Jason W. Wong : Victor Wong
- Radha Mitchell : Carolyn Cassady